# Calendario tridentino
El calendario tridentino es el calendario de festividades litúrgicas del año en la liturgia de la Iglesia Católica que fue promulgado por el papa San Pío V de acuerdo a las directrices del Concilio de Trento.
Los textos litúrgicos de este calendario se pueden encontrar en las ediciones originales del Breviario Romano Tridentino y del Misal Romano Tridentino que fueron promulgadas con la Constitución Apostólica Quod a nobis y la Constitución Quo primum.
Papas posteriores fueron revisando el calendario y ampliando el número de festividades e incorporando conmemoraciones de nuevos santos. Con el Calendario Romano General de 1960 de Juan XXIII se abandonó el sistema de rangos de Dobles, Semidobles, etc.
La última reforma y revisión profunda del calendario dio lugar al Calendario Romano General de 1969 promulgado por Pablo VI siguiendo el mandato del Concilio Vaticano II y que con alguna pequeña modificación es el seguido por la mayoría de la Iglesia Católica.

## Calendario

### Enero
- 1. Circuncisión del Señor — Doble
- 2. Octava de San Esteban — Doble, conmemoración de octava
- 3. Octava de San Juan — Doble
- 4. Octava de los Santos Inocentes — Doble
- 5. Vigilia de la Epifanía
- 6. Epifanía del Señor – Doble.
- 7. De la octava de la Epifanía.
- 8. De la octava.
- 9. De la octava.
- 10. De la octava.
- 11. De la octava de la Epifanía, conmemoración de San Higinio papa y mártir.
- 12. De la octava.
- 13. Octava de la Epifanía — Doble
- 14. San Hilario, obispo y confesor — Semidoble, conmemoración de San Félix, mártir.
- 15. San Pablo, ermitaño — Semidoble.
- 16. San Marcelo, papa y mártir — Semidoble
- 17. San Antonio, abad – Doble
- 18. Cátedra de San Pedro — Doble, conmemoración de Santa Prisca, virgen y mártir
- 19. Santos Mario, Marta, Audifax y Ábaco, mártires.
- 20. San Fabián, papa y mártir y San Sebastián, mártir
- 21. Santa Inés, virgen y mártir — Doble
- 22. San Vicente y san Anastasio, mártires — Semidoble
- 23. Santa Emerenciana, virgen y mártir.
- 24. San Timoteo, obispo y mártir.
- 25. Conversión de San Pablo, apóstol — Doble
- 26. San Policarpo, obispo y mártir
- 27. San Juan Crisóstomo, obispo y confesor — Doble
- 28. Santa Inés, segunda fiesta
- 29.
- 30.
- 31.

### Febrero
- 1. San Ignacio, obispo y mártir — Semidoble
- 2. Purificación de María — Doble
- 3. San Blas, obispo y mártir
- 4.
- 5. Santa Águeda, virgen y mártir — Semidoble
- 6. Santa Dorotea, virgen y mártir.
- 7.
- 8.
- 9. Santa Apolonia, virgen y mártir
- 10.
- 11.
- 12.
- 13.
- 14. San Valentín, mártir.
- 15. Santos Faustino y Jovita, mártires
- 16.
- 17.
- 18. San Simeón, obispo y mártir.
- 19.
- 20.
- 21.
- 22. Cátedra de San Pedro en Antioquía, apóstol
- 23. Vigilia
- 24. San Matías, apóstol — Doble
- 25.
- 26.
- 27.
- 28.

### Marzo
- 1.
- 2.
- 3.
- 4.
- 5.
- 6.
- 7. Santo Tomás de Aquino, confesor — Doble, Santas Perpetua y Felicidad, mártires
- 8.
- 9. Santos cuarenta mártires de Sebaste — Semidoble
- 10.
- 11.
- 12. San Gregorio, papa y confesor, doctor de la Iglesia — Doble
- 13.
- 14.
- 15.
- 16.
- 17.
- 18.
- 19. San José, confesor — Doble
- 20.
- 21. San Benito, abad — Doble
- 22.
- 23.
- 24.
- 25. Anunciación de la Virgen María — Doble
- 26.
- 27.
- 28.
- 29.
- 30.
- 31.

### Abril
- 1.
- 2.
- 3.
- 4.
- 5.
- 6.
- 7.
- 8.
- 9.
- 10.
- 11. San León Magno, papa y confesor — Doble
- 12.
- 13.
- 14. Santos Tiburcio, Valeriano y Máximo, mártires
- 15.
- 16.
- 17. San Aniceto, papa y mártir
- 18.
- 19.
- 20.
- 21.
- 22. San Sotero y San Cayo, papas y mártires — Semidobles
- 23. San Jorge, mártir — Semidoble
- 24.
- 25. San Marcos el Evangelista — Doble
- 26. Santos Cleto y Marcelino, papas y mártires — Semidobles
- 27.
- 28. San Vital, mártir
- 29.
- 30.

### Mayo
- 1. San Felipe y Santiago el Menor, apóstoles — Doble
- 2. San Atanasio, obispo y doctor de la Iglesia
- 3. Invención de la Santa Cruz — Doble, conmemoración de Santos Alejandro, Evencio y Teódulo, mártires; y San Juvenal, obispo y confesor
- 4. Santa Mónica, viuda
- 5.
- 6. San Juan ante la Puerta Latina — Doble
- 7. San Estanislao de Cracovia
- 8. Aparición de San Miguel — Doble
- 9. San Gregorio Nacianceno, obispo y confesor — Doble
- 10. San Gordiano y Epímaco, mártir
- 11
- 12. Santos Nereo y Aquileo, mártires, o San Pancracio, Mártir
- 13.
- 14. San Bonifacio, mártir
- 15.
- 16.
- 17.
- 18.
- 19. Santa Prudencia, virgen
- 20.
- 21.
- 22.
- 23.
- 24.
- 25. San Urbano, papa y mártir
- 26. San Eleuterio, papa y mártir
- 27. San Juan, papa y mártir
- 28.
- 29.
- 30. San Félix, papa y mártir
- 31. Santa Petronila, virgen

### Junio
- 1.
- 2. Santos Marcelino y Pedro, mártires
- 3.
- 4.
- 5.
- 6.
- 7.
- 8.
- 9. Santos Primo y Feliciano, mártires
- 10.
- 11. San Bernabé, Apóstol
- 12. Santos Basílides, Cirino, Nabor y Nazario
- 13.
- 14. San Basilio, obispo y confesor — Doble
- 15. San Vito, Crescencia y Modesto, mártires
- 16.
- 17.
- 18. Santos Marcos y Marceliano, mártires
- 19. Santos Gervasio y Protasio, mártires
- 20. San Silverio, papa y mártir
- 21.
- 22. San Paulino de Nola, Obispo
- 23. Vigilia
- 24. Natividad de San Juan Bautista — Doble
- 25. De la octava de la Natividad de San Juan Bautista
- 26. Santos Juan y Pablo, mártires — Semidoble
- 27. De la octava de la Natividad de San Juan Bautista
- 28. San León II, papa y confesor — Semidoble, conmemoración de la Octava y Vigilia
- 29. Santos Pedro y Pablo, apóstoles — Doble
- 30. Conmemoración de San Pablo, apóstol — Doble

### Julio
- 1. Octava de San Juan Bautista — Doble
- 2. Visitación de la Virgen María — Doble, conmemoración de los Santos Proceso y Martiniano, mártires
- 3. De la octava de los Apóstoles
- 4. De la octava
- 5. De la octava
- 6. Octava de los Apóstoles Pedro y Pablo — Doble
- 7.
- 8.
- 9.
- 10. Siete Hermanos Mártires y Santas Rufina y Segunda, vírgenes y mártires — Semidoble
- 11. San Pío, papa y mártir
- 12. Santos Nabor y Félix, mártires
- 13. San Anacleto, papa y mártir — Semidoble
- 14. San Buenaventura, obispo y confesor — Semidoble
- 15.
- 16.
- 17. San Alejo, confesor
- 18. Santa Sinforosa y sus siete hijos, mártires
- 19.
- 20. Santa Margarita, virgen y mártir
- 21. Santa Práxedes, virgen
- 22. Santa María Magdalena — Doble
- 23. San Apolinar, obispo y mártir — Semidoble
- 24. Vigilia, conmemoración de Santa Cristina, virgen y mártir
- 25. Santiago, apóstol — Doble, conmemoración de San Cristóbal
- 26.
- 27. San Pantaléon, mártir
- 28. Santos Nazario y Celso, mártires; San Víctor, papa y mártir; y San Inocencio, papa y confesor — Semidoble
- 29. Santa Marta, virgen — Semidoble, conmemoración de los San Félix, papa; Santos Beatriz, Simplicio, Faustino y Rufo, mártires
- 30. San Abdón y Senén, mártires
- 31.

### Agosto
- 1. San Pedro encadenado — Doble, conmemoración de los Santos Macabeos, mártires

- 2. San Esteban, papa y mártir
- 3. Invención de San Esteban, protomátir — Semidoble
- 4. Santo Domingo, confesor — Doble
- 5. Dedicación de la Basílica de Santa María — Doble
- 6. Transfiguración del Señor — Doble, conmemoración de San Sixto II, papa; Santos Felicísimo y Agapito, mártires
- 7. San Donato, obispo y mártir
- 8. Santos Ciríaco, Largo, Crescenciano, Memia, Juliana y Esmaragdo, mártires — Semidoble
- 9. Vigilia, conmemoración de San Román, mártir
- 10. San Lorenzo, diácono y mártir
- 11. De la octava de San Lorenzo, conmemoración de San Tiburcio y Santa Susana, mártires
- 12. De la octava, conmemoración de Santa Clara, virgen
- 13. De la octava, conmemoración de San Hipólito presbítero y San Casiano, mártires
- 14. De la octava, vigilia y San Eusebio, confesor
- 15. Asunción de la Santísima Virgen María — Doble
- 16. De la octava de la Asunción
- 17. Octava de  San Lorenzo — Doble, de la octava de la Asunción
- 18. De la octava, conmemoración de San Agapito, mártir
- 19. De la octava
- 20. San Bernardo, abad — Doble
- 21. De la octava
- 22. Octava de la Asunción de María — Doble, conmemoración de los Santos Timoteo, Hipólito y Sinforiano, mártires.
- 23. Vigilia
- 24. San Bartolomé, apóstol — Doble
- 25. San Luis, rey y confesor
- 26. San Ceferino, papa y mártir
- 27.
- 28. San Agustín, obispo, confesor y doctor de la Iglesia — Doble, conmemoración de San Hermes, mártir
- 29. Martirio de San Juan Bautista — Doble, conmemoración de San Sabina, mártir
- 30. Santos Félix y Adaucto, mártires
- 31.

### Septiembre
- 1. San Gil, abad, y conmemoración de los Doce Santos Hermanos, mártires.
- 2.
- 3.
- 4.
- 5.
- 6.
- 7.
- 8. Natividad de la Bienaventurada Virgen María — Doble, y conmemoración de San Adriano, mártir.
- 9. De la octava de la Natividad de Santa María, conmemoración de San Gorgonio, mártir
- 10. De la octava
- 11. De la octava
- 12. De la octava
- 13. De la octava
- 14. Exaltación de la Santa Cruz — Doble, conmemoración octava de la Natividad de Santa María
- 15. Octava de la Natividad de Santa María — Doble, conmemoración de San Nicomedes, mártir.
- 16. Santos Cornelio, papa, y Cipriano, obispo, mártires — Semidoble, conmemoración de los Santos Eufemia, Lucía y Geminiano, mártires
- 17.
- 18.
- 19.
- 20. Vigilia, conmemoración de San Eustaquio y sus compañeros, mártires
- 21. San Mateo, apóstol y evangelista — Doble
- 22. San Mauricio y sus compañeros, mártires
- 23. San Lino, papa y mártir — Semidoble, conmemoración de Santa Tecla, virgen y mártir.
- 24.
- 25.
- 26. Santos Cipriano y Justina, mártires
- 27. Santos Cosme y Damián, mártires — Semidoble
- 28.
- 29. San Miguel Arcángel — Doble
- 30. San Jerónimo, presbítero y doctor de la Iglesia — Doble

### Octubre
- 1.  San Remigio, obispo y confesor.

- 2.
- 3.
- 4. San Francisco de Asís — Doble
- 5.
- 6.
- 7. San Marcos, papa y confesor, conmemoración de los Santos Sergio y Baco, y Marcelo y Apuleio, mártires
- 8.
- 9. Santos Dionisio y compañeros, mártires
- 10.
- 11.
- 12.
- 13.
- 14. San Calixto I, papa y mártir
- 15.
- 16.
- 17.
- 18. San Lucas, evangelista
- 19.
- 20.
- 21. San Hilarión, abada  y conmemoración de Santa Úrsula y las Once Mil Vírgenes, mártires
- 22.
- 23.
- 24.
- 25. Santos Crisanto y Daría
- 26. San Evaristo, papa y mártir
- 27. Vigilia
- 28. Santos Simón y Judas, apóstoles —Doble
- 29.
- 30.
- 31. Vigilia

### Noviembre
- 1. Todos los Santos

- 2. Conmemoración de los Fieles Difuntos, — Doble

- 3.  De la Octava
- 4. De la Octava, conmemoración de los Santos Vidal y Agrícola, mártires
- 5. De la Octava
- 6. De la Octava
- 7. De la Octava
- 8. Octava de Todos los Santos — Doble, conmemoración de los Cuatro Santos Coronados.
- 9. Dedicación de la Basílica de Letrán — Doble, conmemoración de San Teodoro, mártir
- 10. Santos Trifón, Respicio y Ninfa
- 11. San Martín de Tours, obispo — Doble, conmemoración de San Menas, mártir
- 12. San Martín, papa y mártir — Semidoble
- 13.
- 14.
- 15.
- 16.
- 17. San Gregorio Taumatugo
- 18. Dedicación de las Basílicas de los Santos Pedro y Pablo — Doble
- 19. San Ponciano, papa y mártir
- 20.
- 21.
- 22. Santa Cecilia, Virgen y Mártir — Semidoble
- 23. San Clemente I, papa y mártir — Semidoble, conmemoración de Santa Felicidad, mártir
- 24.  San Crisógono, mártir
- 25. Santa Catalina de Alejandría, virgen y mártir — Doble
- 26. San Pedro de Alejandría, obispo y mártir
- 27.
- 28.
- 29. Vigilia. Conmemoración de San Saturnino, mártir
- 30. San Andrés, Apóstol — Doble

### Diciembre
- 1.
- 2. Santa Bibiana, virgen y mártir
- 3.
- 4. Santa Bárbara, virgen y mártir
- 5. San Sabas, abad
- 6. San Nicolás, obispo — Semidoble
- 7. San Ambrosio, obispo y doctor de la Iglesia — Doble
- 8. Inmaculada Concepción de la Santísima Virgen María — Doble
- 9.
- 10. San Melquíades, papa y mártir.
- 11. San Dámaso I, papa — Semidoble
- 12.
- 13. Santa Lucía, virgen y mártir — Doble
- 14.
- 15.
- 16.
- 17.
- 18.
- 19.
- 20. Vigilia
- 21. Santo Tomás, apóstol — Doble
- 22.
- 23.
- 24. Vigilia.
- 25. Natividad del Señor — Doble
- 26. San Esteban, protomártir — Doble, de la octava de la Natividad.
- 27. San Juan, apóstol y evangelista — Doble, de la octava de la Natividad
- 28. Santos Inocentes, mártires — Doble, de la octava de la Natividad
- 29. Santo Tomás Becket, obispo y mártir — Semidoble, de la octava de la Natividad
- 30.
- 31. San Silvestre I, papa